# Elezioni in Scozia
Le elezioni in Scozia coprono una serie di questioni elettorali nel paese, tra cui: il Parlamento scozzese, il Parlamento del Regno Unito, il Parlamento europeo (quando il Regno Unito era parte dell'Unione europea) e le elezioni dei consigli regionali e locali.

## Parlamento scozzese
Le elezioni parlamentari scozzesi seguono il sistema dei membri aggiuntivi che si basa sul raggiungimento della maggioranza relativa (sistema elettorale del first-past-the-post) simile al sistema elettorale tedesco (che è una combinazione di sistemi maggioritari e proporzionali). I rappresentanti del collegio uninominale vengono eletti in parlamento. I deputati sono eletti in parlamento sulla base della quota di voti ottenuti da ciascun partito (rappresentanza proporzionale). Ci sono state cinque elezioni parlamentari in Scozia dalla Convenzione del Parlamento scozzese nel 1999. Le elezioni si tengono ogni cinque anni il 1º maggio.
Ci sono 129 Membri del Parlamento scozzese (MSP). Gli elettori scelgono un MSP locale in 73 aree, chiamate "collegi elettorali". Altri 56 sono eletti come MSP regionali.